# Olha Kobyljanska
Olha Kobyljanska (ukrajinsky Ольга Кобилянська; 27. listopadu 1863, Gura Humorului – 21. března 1942, Černovice) byla ukrajinská spisovatelka, publicistka a překladatelka. Je považována za jednu z nejvýznamnějších autorek ukrajinské literatury, v jejímž rámci patřila k průkopnicím modernismu. Řadila se k nejbližším přítelkyním Lesji Ukrajinky. Její sociálně kritické prózy se často zaobírají krásou bukovinské přírody, drsným, neidealizovaným životem v tamních vesnicích a obtížemi ženského údělu v tradiční společnosti. Mezi její nejdůležitější díla patří prózy Země, Carevna a Čarovné kvítí.

## Život
Olha Kobyljanska se narodila 27. listopadu 1863 v městečku Gura Humorului na jižní Bukovině, v části, která dnes patří Rumunsku. V době spisovatelčina narození oblast patřila Rakouskému císařství a byla centrem rakouského dřevařství. Narodila se jako čtvrté ze sedmi dětí Juliana (1827–1912) a Marie (1837–1906) Kobyljanských; jejími sourozenci byli Maksymilian, Julian, Evhenia, Stepan, Oleksandr a Volodymyr.

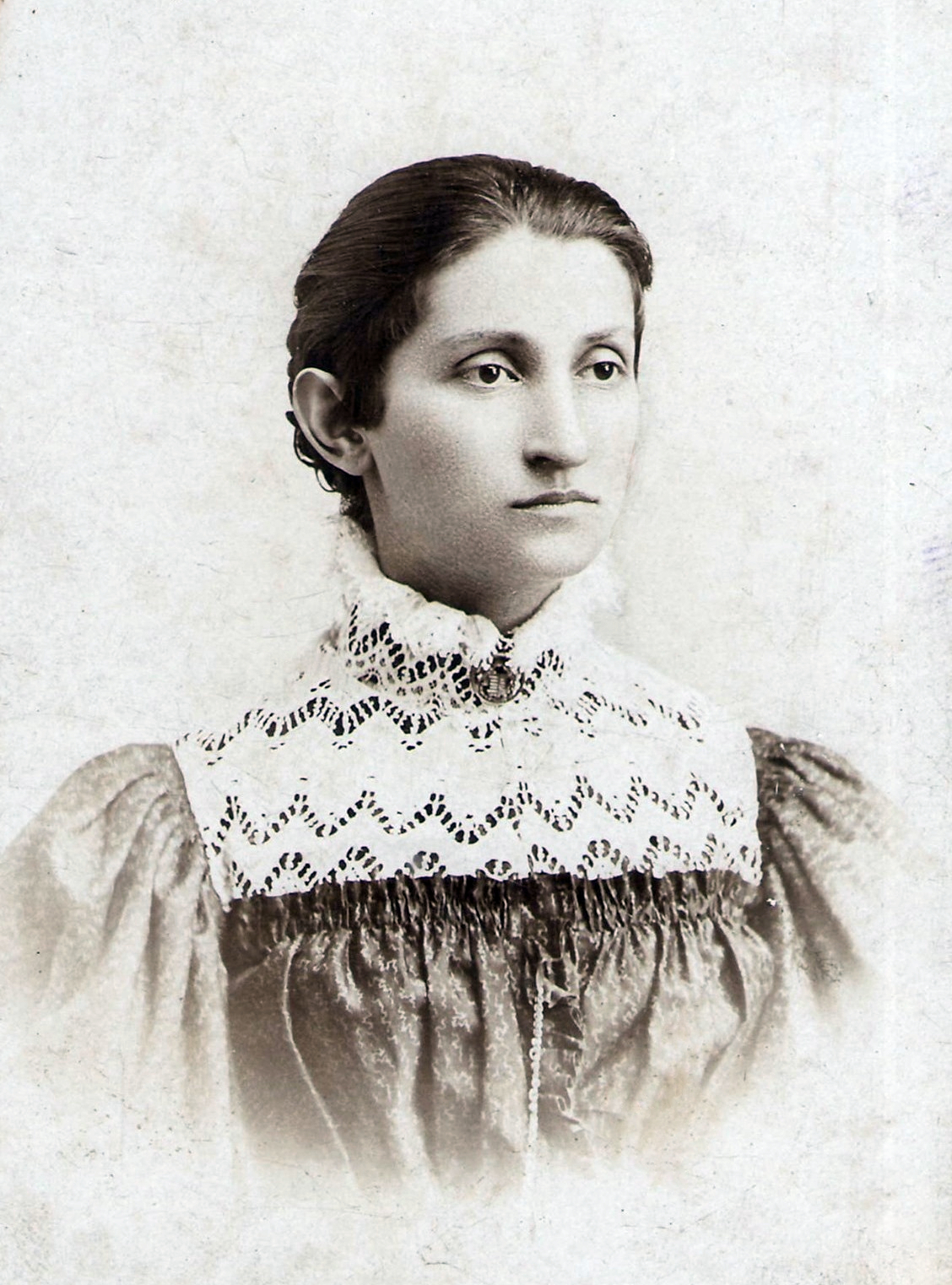
Kobyljanska v roce 1882

V Bukovině strávila Kobyljanska celý život. Rodina se později přestěhovala do Sučavy, Câmpulungu a nakonec, v roce 1891, do Černovic, kde autorka později působila. Pocházela ze skrovných poměrů a vzdělávala se samostudiem. Již od raného věku jevila zájem o ukrajinskou kulturu, hovořila však stejně dobře též německy, polsky, rumunsky a několika dalšími jazyky. V němčině jsou psána i její první díla. Své první práce zasílala do německojazyčných časopisů v Berlíně a Vídni. K volbě ukrajinštiny na úkor původní němčiny došlo u spisovatelky zejména pod vlivem symbolistní autorky Natalije Kobrynské. První autorčin ukrajinský text, próza Člověk (Людина/Ljudyna), vyšla ve lvovském časopise Zorja v roce 1894. Román Carevna byl publikován v roce 1896 v časopise Narod, přičemž pracovní verze obou těchto textů vznikaly ještě v němčině.
Velmi ji ovlivnilo literární i osobní přátelství s Lesjou Ukrajinkou, která zajistila vydávání ruských překladů děl Kobyljanské v petrohradském časopise Žizň. Spolu s Lesjou Ukrajinkou a Marijou Vilinskou (publikující pod jménem Marko Vovčok) je považována za jednu ze tří předních ukrajinských autorek. K těmto významným feministickým spisovatelkám, které se na přelomu 19. a 20. století vzájemně ovlivňovaly, se řadí ještě Sofia Okunevska. V roce 1894 se Kobyljanska začala angažovat ve feministických otázkách podporou společnosti Obščestvo ruskych ženščyn (Společnost rusínských žen), avšak bez větších úspěchů – vzdělané ženy přitahovaly spíše revolučními a vyostřeně sekulární pohledy na svět, zejména v rámci spolku Hromada. Příznivě nakloněn její tvorbě byl také významný ukrajinský spisovatel, kritik a kulturní organizátor Ivan Franko.

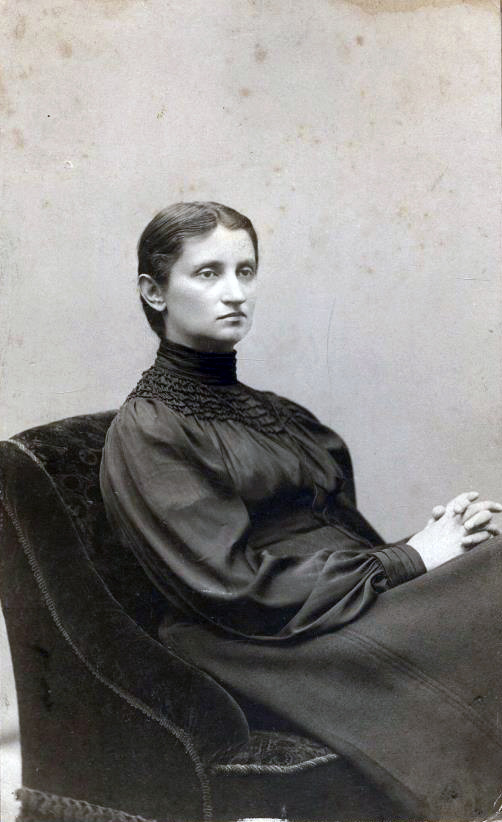
Olha Kobyljanska v roce 1908

Intenzivní a intimní korespondence mezi Olhou Kobyljanskou a Lesjou Ukrajinkou začala v roce 1899. Spisovatelky mnohé spojovalo – špatné zdraví, nespokojenost v osobním životě, pocit, že jejich dílům kritika nerozumí, a současně touha překračovat společenské i umělecké normy. Dopisy, v nichž si vyznávaly lásku, by nebyly něčím až tak neobvyklým pro západoevropské avantgardní umělce, v kontextu poměrně konzervativního ukrajinského prostředí přelomu 19. a 20. století však působí výjimečně. Interpretace těchto milostných pasáží se různí. Někteří badatelé, jako Tamara Hundorova, vnímají korespondenci jako konstruované vyjádření čistě platonického citu. Jiní badatelé, zejména Solomija Pavlyčková, chápali vztah autorek jako skutečně závažný a jejich nový pohled na otázky ženství a sexuality staví do středu ukrajinského modernistického diskursu. Homoerotické motivy lze přitom nalézt i v některých uměleckých textech Olhy Kobyljanské, zejména v próze Valse mélancolique (1898), kde jde o něžné přátelství tří svobodomyslných mladých žen. Debaty nad těmito otázkami výrazně rozviřovaly vody ukrajinské literární historie v polovině 90. let 20. století.
Jiným významným člověkem ve spisovatelčině životě byl básník Osyp Makovej. Dlouhý milostný poměr však v manželství nevyústil. Makovej dal přednost konvenčnější a méně intelektuální ženě a Kobyljanska se ani později nikdy nevdala.
V roce 1903 se Kobyljanska podílela na vstupu modernismu do ukrajinské literatury, když publikovala texty v klíčovém almanachu Z nad chmar i z dolyn (Zpoza mraků i z údolí). Dobová protimodernistická kritika Kobyljanskou nešetřila. Její nejvýznačnější představitel, Serhij Jefremov, sice uznával, že jde o talentovanou autorku, na jejím díle však neshledával nic hodnotného – tvrdil, že pohrdá prostým lidem, idealizuje přírodu a vychází z nietzschovských pozic; hrdinka románu Carevna podle něj byla nedostatečně psychologicky motivovaná a příliš pasivní. Kritik Ostap Luckyj naopak spisovatelčinu vzpouru proti „staré škole“ a přijímání západoevropských impulzů přivítal – kromě Nietzscheho vlivů spatřoval v jejím psaní také ozvuk Henrika Ibsena a Maurice Maeterlincka a vnímal ji jako jednoho z autorů, kteří naplňují svou duchovní potřebu kreativity a nesnaží se umění využívat pro výchovu, propagandu nebo jiné „praktické“ účely.

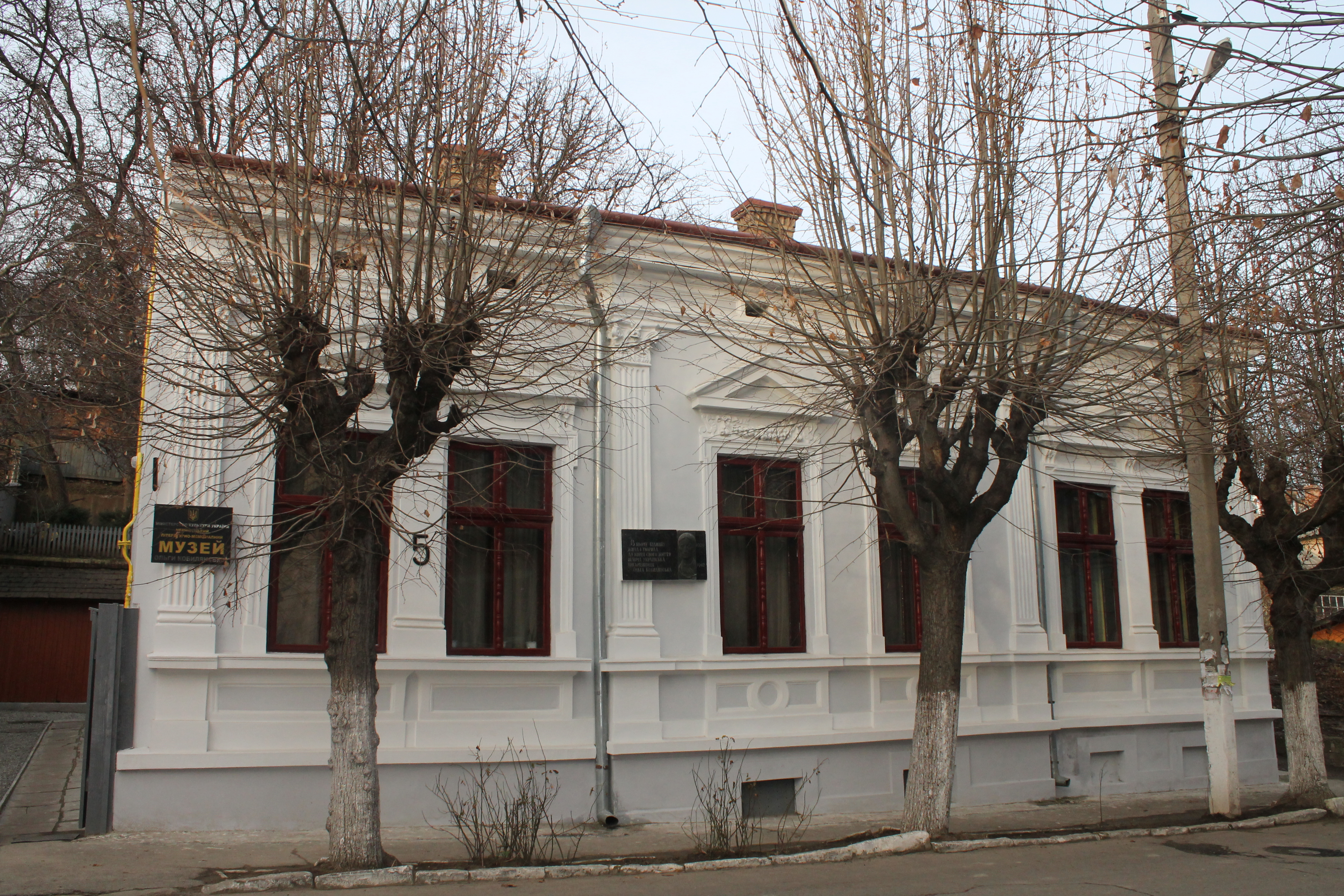
Muzeum Olhy Kobyljanské v Černovicích

V roce 1910 již byla spisovatelka vnímána jako symbol pro další generaci modernistických autorů. Kromě nepopiratelných literárních úspěchů jí získávala respekt také vizáž přísné, do černých šatů oděné ženy s drdolem. Svou autoritou přitahovala negativní pozornost kritiků a zaštiťovala některé nově se prosazující autory; pod její ochranou se rozvíjela především literární skupina Moloda muza (Mladá múza). Sama však i nadále tvořila. V období první světové války a v letech následujících (1915–1923) psala převážně protiválečné povídky.
Ruskou bolševickou revoluci Kobyljanska vnímala pozitivně, zejména proto, že rodící se velmoc chápala jako protiváhu rostoucího rumunského vlivu. Rumunsko nejprve roku 1918 získalo oblast Bukoviny pod svou správu, což vedlo ke značnému zhoršení sociálního, ekonomického a kulturního postavení Ukrajinců v regionu. Uchvácení oblasti Sovětským svazem v roce 1940 spisovatelka uvítala. V létě roku 1941 nicméně Bukovinu obsadila vojska nacistického Německa a fašistického Rumunska. Olha Kobyljanska vystoupila s kritikou okupačních vojsk a byla postavena před válečný soud. Proces byl přerušen její smrtí, k níž došlo 21. března 1942.
V roce 1944 bylo v Černovicích otevřeno její muzeum. Instituce je umístěna v domě, kde tvůrkyně v letech 1938–1942 žila. Jiné muzeum se nachází v obci Dymka, kde spisovatelka strávila část svého mládí. Autorčino jméno nese Hudebně dramatické divadlo Olhy Kobyljanské v Černovicích. V roce 1963 byla před budovu umístěna socha spisovatelky, v roce 1980 byla nahrazena modernizovanou verzí.

## Dílo

### Obsah a témata

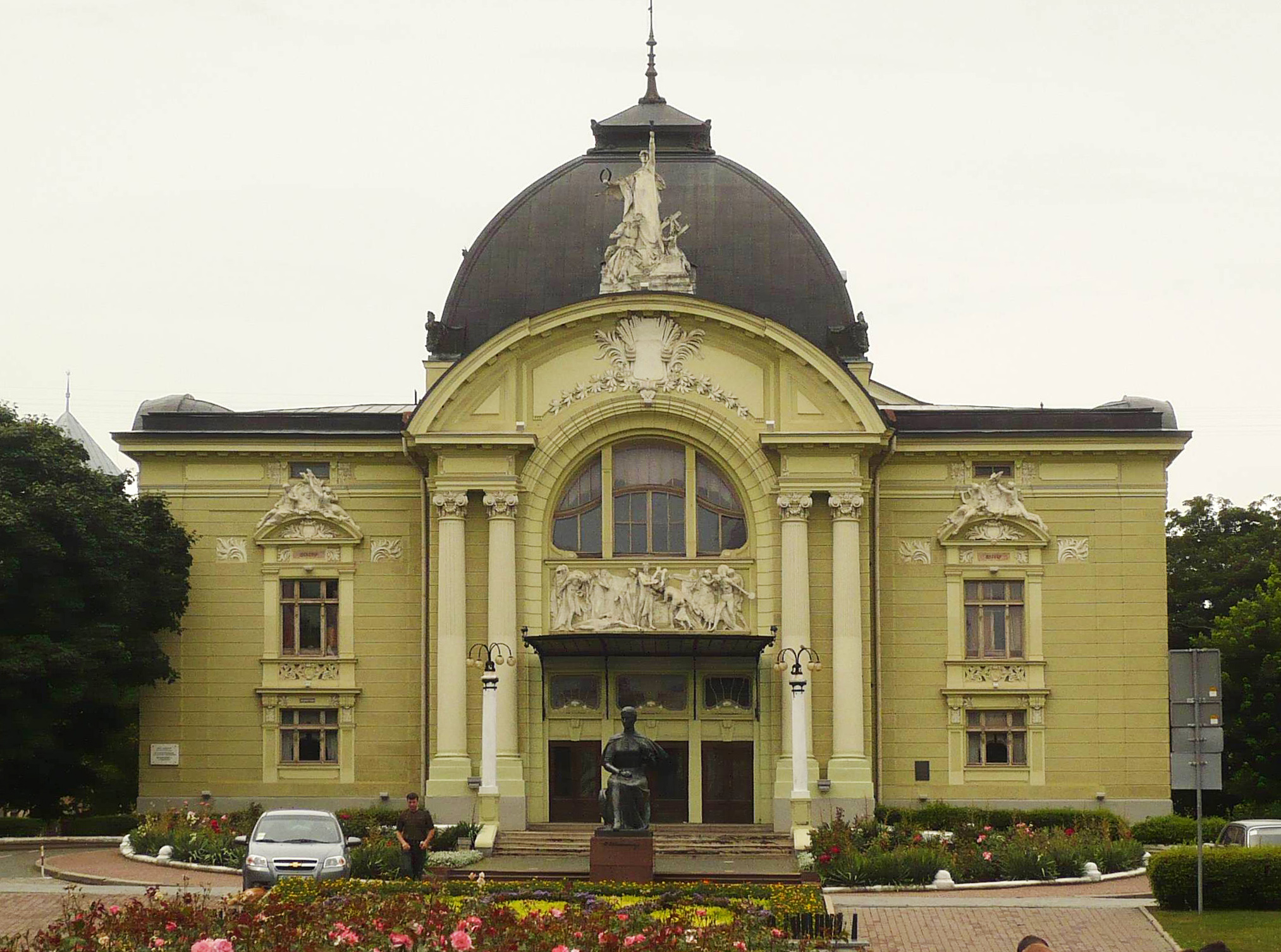
Černovické divadlo Olhy Kobyljanské s autorčinou sochou

Její rozsáhlé dílo nejčastěji zobrazuje život v bukovinských horských vsích. Ve vesnickém prostředí se odehrávají například romány Země (Земля/Zemlja, 1902) a Čarodějné kvítí (В неділю рано зілля копала/V nedilju rano zillja kopala, 1909). Druhý jmenované text je přitom spíše poetickým či baladickým textem než klasickou prózou. Ivan Franko považoval právě Zemi za autorčin nejvýznamnější počin. V románech jako Člověk (Людина/Ljudyna, 1894) či Carevna (Царівна/Carivna, 1896) reflektovala Kobyljanska obtíže ženského údělu a její psaní lze řadit k ranému feminismu.

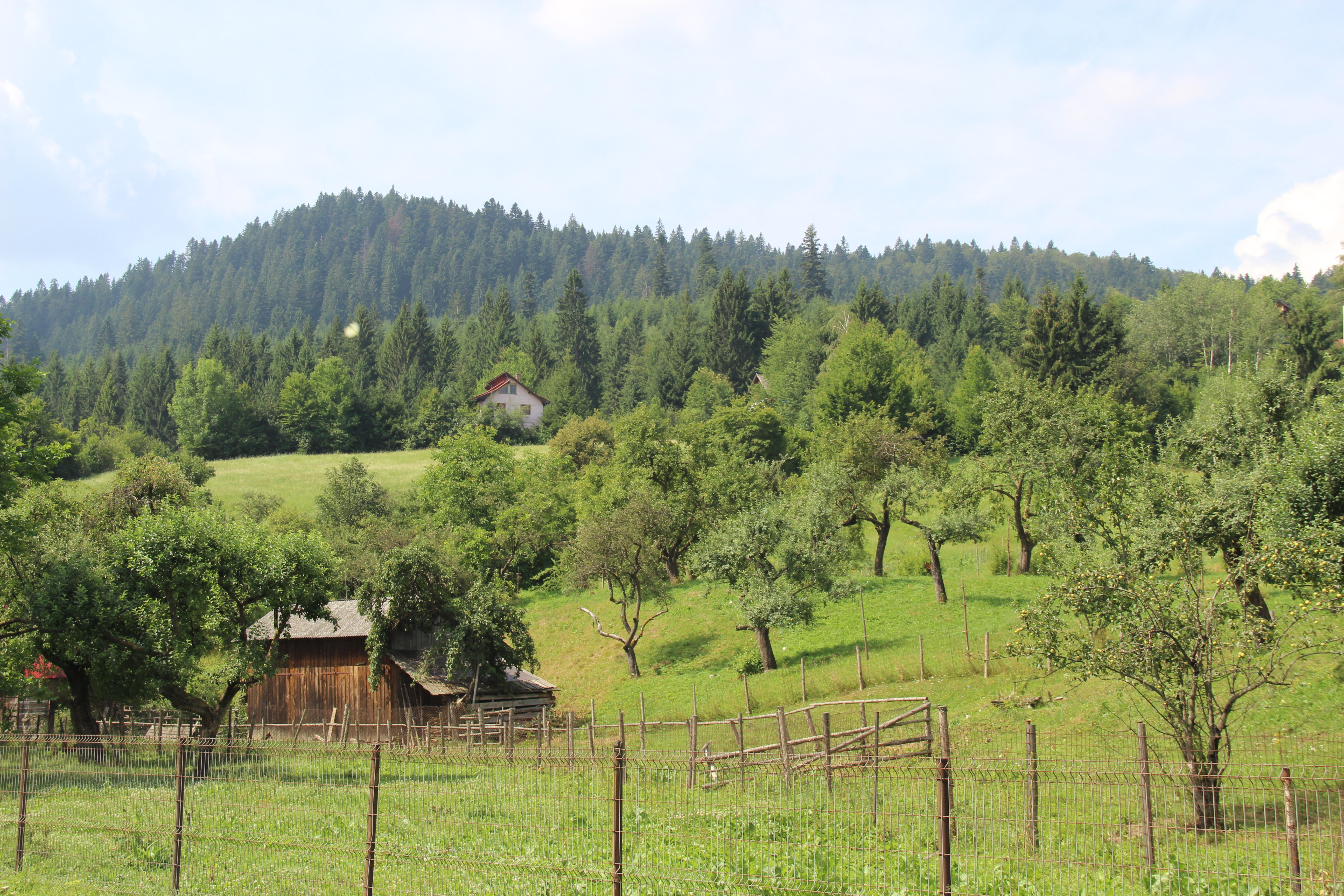
Lesnatá krajina v okolí autorčina bukovinského rodiště, zdroj inspirace pro mnohé její texty

K prvním vydaným textům patří také „Příroda“ (Природа/Pryroda, 1888). Jeho protagonistkou je dvacetiletá rusínská dívka, advokátova dcera, jež tráví čas sněním a miluje Tolstého a Ševčenka. Její největší láskou je však horská příroda plná barev, zejména v období podzimu, a vroucně si přeje dostat se k moři. Přestože je urozeného původu, jeví zájem o Huculy, obyvatele místních vrchů. Jeden z nich, nejbohatší mužik v okolí, který žije v chatě v horách, se do dívky zamiluje. Potkají se náhodou v lesích, když se mládenec vrací z města, kde byl dva dny uvězněn, protože protiprávně skácel smrk. I přes společenský rozdíl se shodnou v postoji vůči lidem z města, kteří „myslí hlavou“, nikoliv srdcem. Hrdince se líbí krásní, silní lidé a mladíkovi vyzývavě sdělí, že ji má hledat. Hucul po ní marně pátrá v lesích a na stezce, trápí se. Rozhodne se setnout další smrk, aby se znovu dostal k soudu. Pustí se do práce uprostřed noci, připadá si, že je jako posedlý, a má pocit, že dívka musí být čarodějnice. Hodí proto šátek, který od ní dostal, do vody, a rozhodne se nechat vysvětit svou chatu. Příběh je konfrontací dvou světů – světa snů a literatury na jedné straně a světa skutečných obyvatel hor na straně druhé; láska k přírodě se prolíná se steskem a strachem.
Novela „Nekulturní“ (Некультурна/Nekulturna, 1896) popisuje život huculské vdovy Parasky v prostředí dvou hor, kopců Magury a Rungu. Vdova je velmi samotářská, děti nemá a ráda tráví čas sama nebo se zvířaty. Ani se starší sestrou Tekljou nemá vřelé vztahy. Baví se téměř jen s cikány, kteří roztloukají kamení v údolí, a s ženou, která od ní kupuje vyřezávané výrobky. Vypráví jí o svém mládí a o tom, jak svou silou zahanbovala i muže a pěstmi se dokázala ubránit i útoku mohutného zamilovaného pastevce. Za manžela přijala o více než dvacet let staršího vdovce Jurije, který ji sice napůl unesl, i tak s ním ale prožila šťastné roky. Po něm milovala mladého krásného Rumuna, Malvinina syna. Ten se však smluvil se sestrou Tekljou a poslal Parasku záludně do lesů, do soutěsky Moara Dracului, aby tam zbloudila a zahynula. Paraska přežila a nehodného milence nadvakrát proklela a vyhnala z chalupy. Nakonec vyhnala i třetího muže, protože pil. Za horkého dne Paraska zvažuje, že jej k sobě znovu přijme, usíná a má noční můru, kterou ale rychle setřese. Text zachycuje prostého člověka, který je utvářen svým prostředím a možnostmi, přesto si připadá jako vládce vlastního osudu; text je jednou z autorčiných nejslavnějších drobných próz.

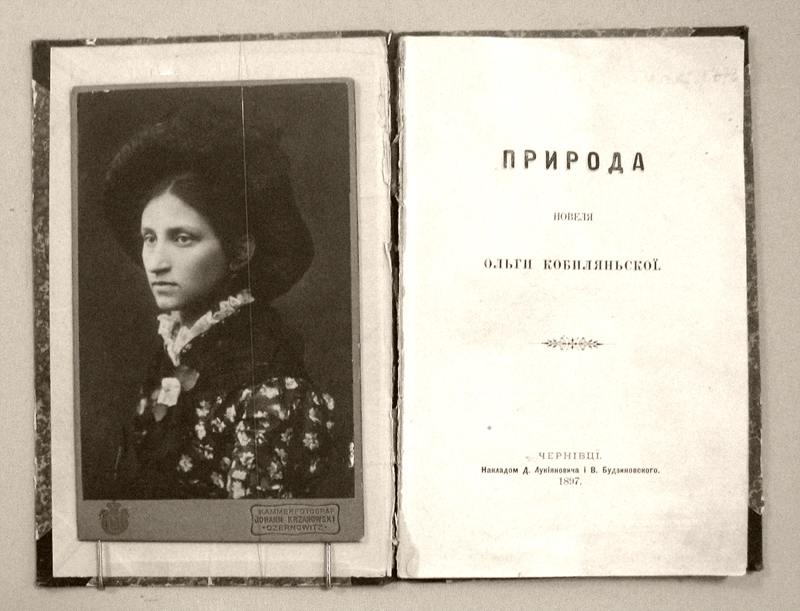
Portrét Kobyljanské ve výtisku prózy Příroda (1897)

V povídce „Bitva“ (Битва/Bytva, 1895) sugestivně líčí střet stavitelů železnice se silou panenského pralesa a nevoli drsných Huculů podílet se na jeho kácení. Zachyceno je postupné pronikání civilizace do hor: nejprve se objevuje železnice, po ní pak přijíždí „nepřítel“ se sekerami a řetězy. Stromy jsou náhlým výpadem pobouřeny, ale stojí hrdě a sebevědomě; samo prostředí hatí dřevorubcům práci, muži kloužou, padají, zraňují se, útočí na ně hmyz, pavouci i hadi. Nakonec však těžařský průmysl vítězí, pokáceny a naloženy na vagony jsou i staletí velikáni. Huculové se na mýcení lesů odmítají podílet a v odvážených padlých kmenech vidí obraz sebe samých. V nížině dřevo zpracovává parní pila, která denně nařeže sedm set kmenů. Dřevařský dělník Kleveta pronáší kritiku ničení lesů za účelem zbohatnutí. Text je zakončen popisem zpustošených kopců, kde zůstávají jen pařezy, kusy dřeva a opuštěné, nechráněné stromky, které vědí, že nemá smysl snažit se růst. Přestože autorka stojí na straně hor a přírody, nejedná se o naivní pobouření, nýbrž o kritiku soustavné průmyslové expanze, která nic dobrého nepřináší ani místním dělníkům.
Jako méně hodnotné jsou vnímány spisovatelčiny sentimentální prózy ovlivněné německým časopisem Gartenlaube a s ním spojenými autory, jako byla Eugenie Marlittová. Ivan Franko tyto prózy označoval za příliš lyrické, staropanenské a paradoxně i dekadentní.
Kobyljanska se jako první v ukrajinské kultuře zajímala o sexualitu, otázku vnímala jako výrazné téma a svou tvorbu zakládala na žité zkušenosti. Její hrdinky často intenzivně prožívají své tělesné a smyslové potřeby, stojící leckdy v přímém protikladu k potřebám duchovním a intelektuálním. Také její pohled na dobovou ukrajinskou vesnici je velmi kritický. Kobyljanska zavrhla představu venkova jako harmonického a ideálně patriarchálního, a místo toho jej představila jako kruté a drsné místo podléhající choutkám a instinktům.

### České překlady
- Kobyljanská, Olha: Země. Přeložil Rudolf Hůlka. Třebechovice pod Orebem: Antonín Dědourek, 1947. Edice Věnec, knihy Mistrů, svazek 2.
- Kobyljanská, Olha: Maloruské novely. Přeložila Tereza Turnerová. Praha: Jan Otto, 1906. Obsahuje prózy „Bitva“, „Příroda“, „Nekulturní“. Edice Světová knihovna, svazky 527, 528.
- Kobyljanská, Olha: Čarodějné kvítí. Přeložil Rudolf Hůlka. Praha: Mladá fronta, 1957. Edice Prameny, svazek 8.
- Kobyljanská, Olha: V zelených horách. Přeložil Rudolf Hůlka Praha: SNKLHU, 1954. Obsahuje prózy „Příroda“, „Mužik“, „Nekulturní“, „Zemědělská banka“, „V polích“, „Za hranici“, „Bitva“. Edice Světová četba, svazek 83.
- Kobyljanská, Olha: Cikánova láska. Přeložila Tereza Turnerová. Praha: Melantrich, 1924.